# Doble moral
La doble moral es un criterio aplicado cuando a un individuo o institución se le acusa de ejercer una doble norma en el tratamiento dado a diferentes grupos de personas, es decir, que injustamente permiten más libertad de conducta a un sujeto que a otro. La doble moral es injusta porque viola el principio de justicia conocido como imparcialidad, el principio según el cual los mismos criterios se aplican a todas las personas sin parcialidad ni favoritismo. La doble moral viola este principio, pues toma en cuenta a las personas según diferentes criterios.
Esta forma de tratamiento diferenciador podría catalogarse como una doble moral porque dos grupos sociales son sometidos a criterios morales diferentes.
Por lo tanto, ante la acusación de un trato desigual, lo que se da es una justificación «adecuada» para el tratamiento diferente y no un empeño en eliminar el trato desigual propiamente dicho. Este mecanismo es muy común en los centros de poder, como las religiones y los gobiernos.
Un ejemplo se da con políticos que promueven y difunden una ideología política, pero actúan con base en otra totalmente opuesta, llamándose en ese caso también como «doble discurso».
El antiguo aforismo latino «Quod licet Iovi, non licet bovi» («lo que es lícito para Júpiter no es lícito para todos») capta la idea de las relajadas normas de comportamiento que la élite aplica a sí misma y las normas más ásperas que aplica a las masas.